# Cagarra-do-pacífico
Cagarra-do-pacífico (Calonectris leucomelas) Temminck, 1835, também conhecida pelos nomes comuns de cagarra-riscada ou pardela-listrada, é uma espécie de ave marinha pelágica pertencente à família Procellariidae. A ave tem em média 48 cm de comprimento e 122 cm de envergadura.

## Descrição
A espécie apresenta uma distribuição muito alargada, ocorrendo no oeste do Oceano Pacífico e no leste do Oceano Índico, nidificando nas falésias costeiras e nos ilhéus do Japão. Apesar de geralmente pelágica, a espécie ocorre por vezes em águas interiores.
Após a nidificação, migra para a região oceânica em torno do sul da Austrália, dispersando-se por uma vastíssima área oceânica. Já foi avistado ao largo da costa oeste da América do Norte.
A espécie alimenta-se de pequenos peixes e de moluscos pelágicos, com destaque para as lulas. Segue os barcos de pesca procurando os restos que sejam lançados ao mar.
Nidifica em tocas escavadas em falésias e encostas, preferindo as zonas florestadas.
A espécie é abundante e com uma distribuição alargada, mas tem sido reportada importante mortalidade causada por ficar acidentalmente presa a redes de pesca e por predação dos ninhos por ratos e gatos. Para além disso é caçada por algumas comunidades da região do Pacífico.